# Penacho (política)

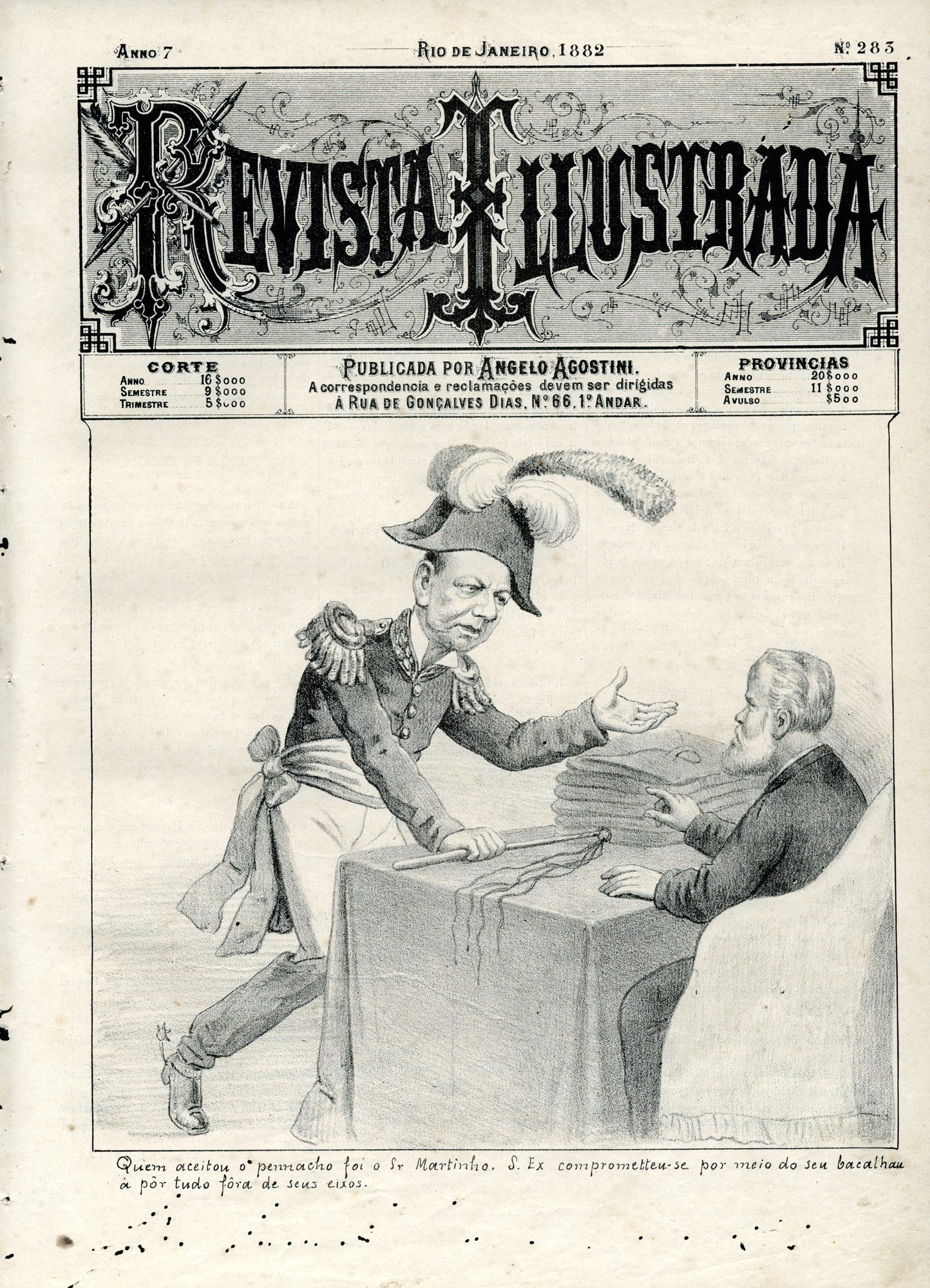
O penacho representado na capa da Revista Illustrada (nº 283 de 1882). A charge representa a posse de Martinho Campos como presidente do Conselho de Ministros.

Penacho (ou pennacho, na grafia da época) foi uma expressão política utilizada no Brasil durante os anos finais do Segundo Reinado (1840-1889), representando de forma satírica o poder atribuído a determinado cargo, em especial ao cargo de Presidente do Conselho de Ministros (primeiro-ministro), atribuído pelo Poder Moderador aos principais políticos da época.
O termo satiriza a pompa do poder, representada por um chapéu bicorne encimado por uma pluma (penacho) de tamanho comicamente exagerado, pompa essa que escondia os jogos de interesses da política imperial. Embora utilizado nos meios políticos, como no parlamento, a expressão se popularizou através da imprensa, principalmente em periódicos como a Revista Illustrada.